# Gylet (Visseltofta socken, Skåne)
Gylet är en sjö i Osby kommun i Skåne och ingår i Helge ås huvudavrinningsområde.